# Коянды (Акмолинская область)
Коянды (каз. Қоянды) — село в Целиноградском районе Акмолинской области Казахстана, образует административно-территориальное образование «Село Коянды» (до 2009г.Кояндинский сельский округ) со статусом сельского округа. Код КАТО — 116645100.

## География
Село Коянды расположено в восточной части района, на расстоянии примерно 52 километров к северо-востоку от административного центра района — села Акмол.
Абсолютная высота — 388 метров над уровнем моря.
Климат холодно-умеренный, с хорошей влажностью. Среднегодовая температура воздуха отрицательная и составляет около -3,7°С. Среднемесячная температура воздуха в июле достигает +20,0°С. Среднемесячная температура января составляет около -14,9°С. Среднегодовое количество осадков составляет около 415 мм. Основная часть осадков выпадает в период с мая по июль.
Ближайшие населённые пункты: город Астана — на юго-западе, село Шубар — на юге, село Костомар — на юго-востоке, село Софиевка— на северо-востоке.

## Население
В 1989 году население села составляло 389 человек (из них казахи — 68%).

В 1999 году население села составляло 319 человек (172 мужчины и 147 женщин). По данным переписи 2009 года, в селе проживали 2954 человека (1537 мужчин и 1417 женщин .
| Численность населения | Численность населения | Численность населения | Численность населения | Численность населения | Численность населения |
| 1989                  | 1999                  | 2009                  | 2011                  | 2021                  | 2023                  |
| --------------------- | --------------------- | --------------------- | --------------------- | --------------------- | --------------------- |
| 389                   | ↘319                  | ↗2954                 | ↗9545                 | ↗17 674               | ↗25 698               |

В 2020 году Аким Акмолинской области году сказал, что в Коянды проживает свыше 20 тысяч человек.

## Инфраструктура[8]
- Общеобразовательная школа села Коянды №1
- Общеобразовательная школа села Коянды №2
- Детский сад «Аялы Ай»
- ТОО «Клиника эндохирургии»
- Врачебная амбулатория

## Транспорт
Коянды расположен вблизи дороги P-4 Астана — Павлодар. Транспортное сообщение с городом Астана обеспечивается пригородными маршрутами № 307 .